# Moc zainstalowana
Moc zainstalowana – suma wartości mocy znamionowych wszystkich urządzeń elektrycznych, stałych i przenośnych, zainstalowanych w rozpatrywanej części instalacji elektrycznej. Moc ta określana jest zarówno dla odbiorników przy rozpatrywaniu obiektów przyłączanych, jak i w stosunku do generatorów energii elektrycznej zainstalowanych w elektrowniach.